# Полонное
Полонное (укр. Полонне) — город в Хмельницкой области Украины. Входит в Шепетовский район. До 2020 года был административным центром упразднённого Полонского района.

## Географическое положение
Город расположен на реке Хоморе.
Железнодорожная станция на линии Шепетовка — Бердичев (на участке Шепетовка — Казатин).

## История
Первые письменные упоминания о Полонном содержатся в Лаврентьевской летописи под 1169 годом («половцы пришли к Полонному, но города добыть не смогли») и в Ипатьевской летописи под 1171 годом.
В 1195 году перешло из Киевского в Волынское княжество, в дальнейшем было составной частью Галицко-Волынского княжества. Остатки древнерусского городища, относимые к XII веку, найдены на правом берегу реки Хоморы (левый приток реки Случь).
С конца XII в. — порубежный город и крепость Волынской земли. В XIII ст. в Полонном существовал православный монастырь.
Во второй половине XIV века было захвачено Великим княжеством Литовским, по договору 1366 года между польским королём Казимиром III и литовскими князьями — вошло в состав владений князя Любарта.
После Люблинской унии 1569 года — в составе Речи Посполитой.
В 1607 году был построен католический костёл св. Анны.
Около 1640 года краковский воевода обнёс Полонное стенами и валом и разместил здесь гарнизон из 400 человек с пушками.

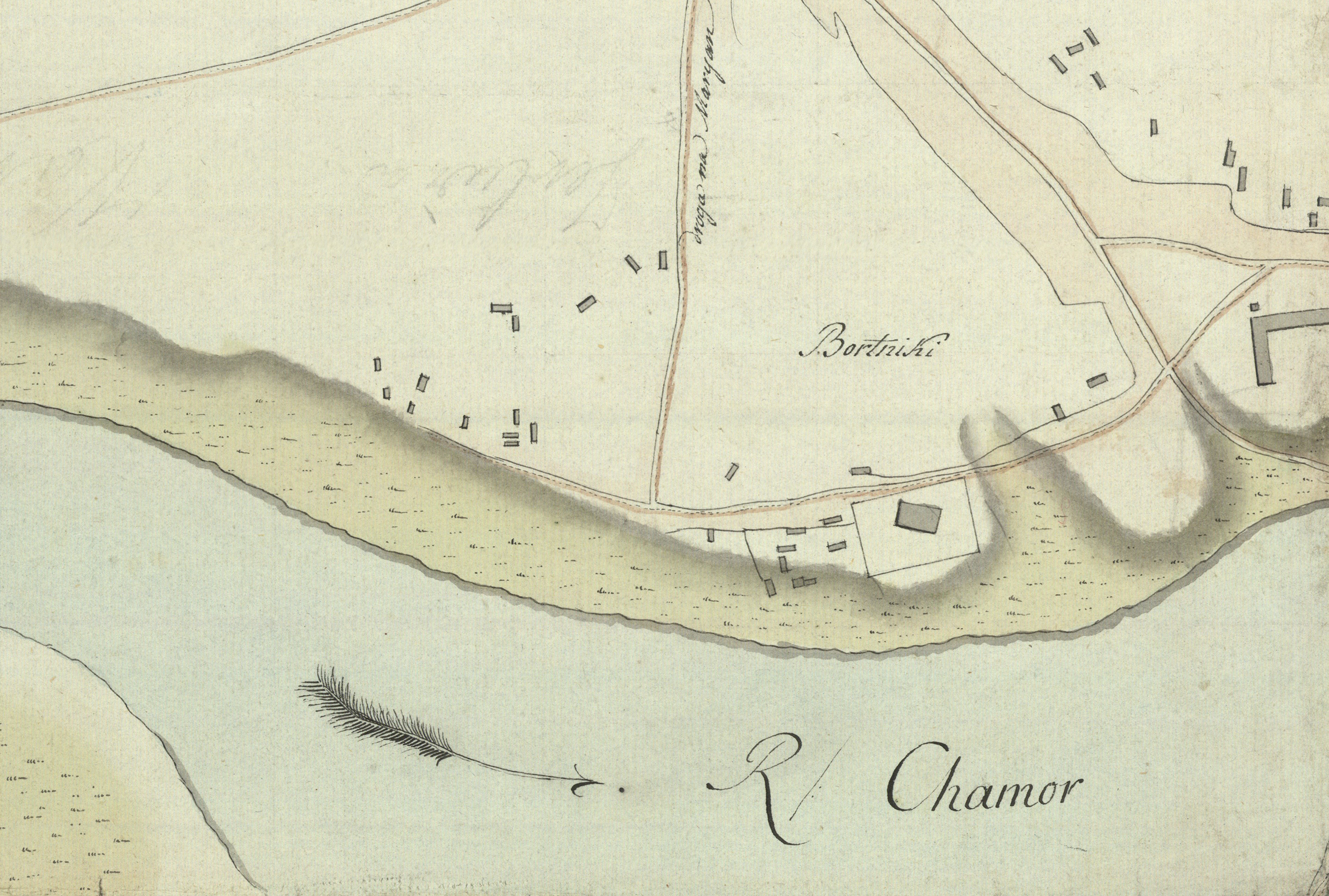
План города Полонное, 1791 год

После начала в 1648 году восстания Хмельницкого Полонное взяли отряды восставших под командованием М. Кривоноса, после чего многие горожане были убиты.
По Андрусовскому перемирию 1667 года Полонное было возвращено Польше.
11 декабря 1766 года Полонное получило коронную привилегию на проведение в городе ярмарки.
После второго раздела Польши в 1793 году — вошло в состав Российской империи и стало местечком Новоград-Волынского уезда Волынской губернии.
Развитие Полонного активизировалось после того, как рядом проложили железную дорогу Киев — Брест. В 1879 году здесь насчитывалось 6682 жителей, 9 православных церквей, костел, школа и до 1000 домов.

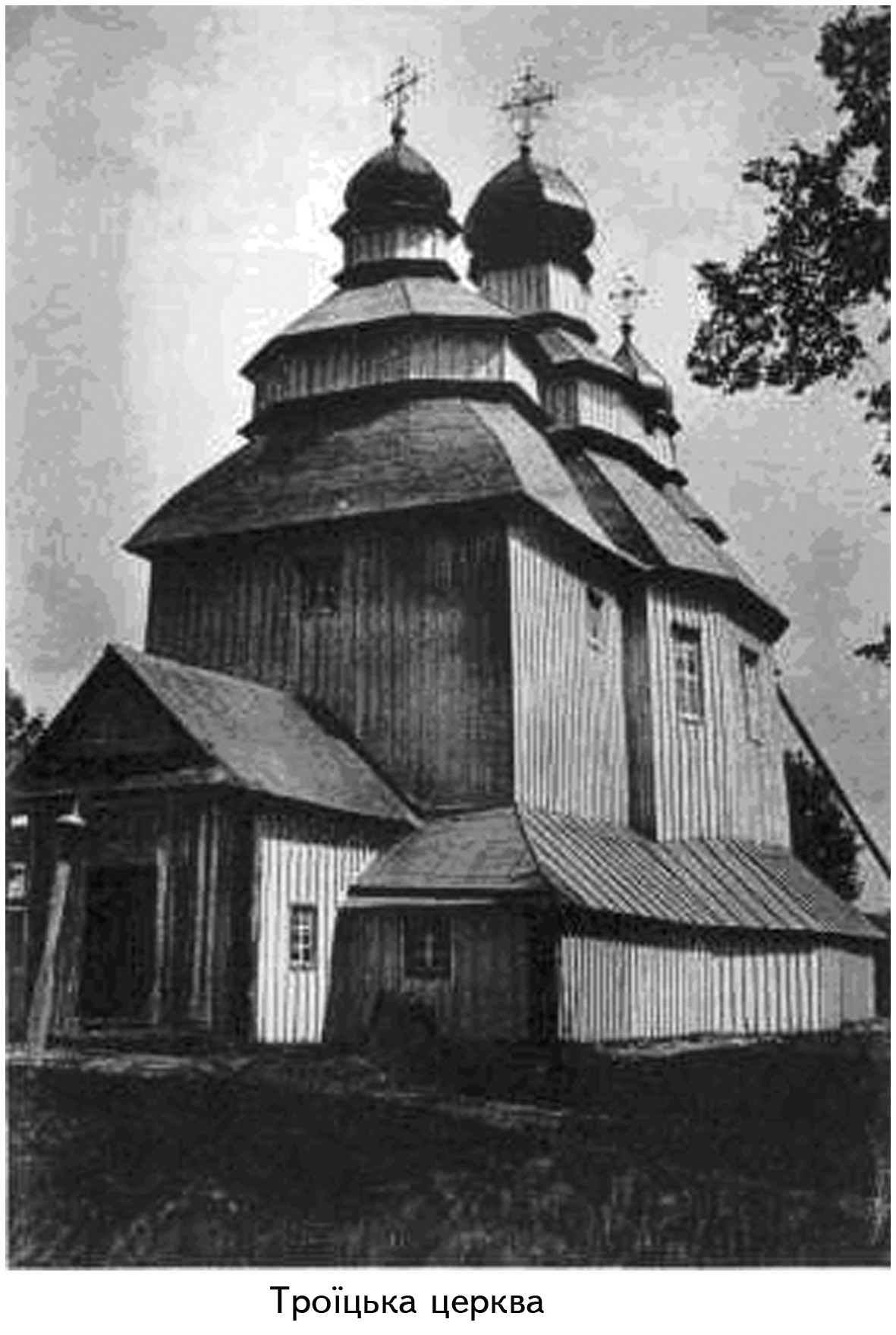
Деревянная Троицкая церковь, 1910 год

На рубеже XIX—XX вв. численность населения составляла более 10 тысяч человек, здесь действовали фаянсовый и фарфоровый заводы, две больших мельницы, несколько торговых лавок, 2 школы, больница, аптека, 9 православных церквей и костел, регулярно проходили базары и ярмарки. Недалеко от города находились каменоломни.
В конце XIX века был создан городской парк.
В январе 1918 года здесь была установлена Советская власть.
В 1938 году Полонное получило статус города.
В ходе Великой Отечественной войны с 6 июля 1941 года до 8 января 1944 года Полонное было оккупировано, с апреля 1943 года в городе действовал подпольный райком КП(б)У, в районе — партизанский отряд.
В 1955 году здесь действовали Полонский фарфоровый завод, бумажный комбинат, щебёночный завод, несколько мельниц, три средние школы, две семилетние школы, училище механизации сельского хозяйства и Дом пионеров.
В 1974 году численность населения составляла 23,7 тыс. человек, ведущими предприятиями являлись фарфоровый завод, завод художественной керамики, камнедробильный завод, завод строительных материалов, кирпичный завод, сыродельный завод и фабрика по переработке вторичного сырья.
По состоянию на начало 1982 года здесь действовали производственное объединение «Фарфор» (в состав которого входили фарфоровый завод и завод художественной керамики), головное предприятие ПО «Хмельницкдорстройматериалы», силикатный завод, сыродельный завод, хлебный завод, комбикормовый завод, завод хозтоваров, комбинат хлебопродуктов, фабрика по переработке сельхозсырья, райсельхозтехника, райсельхозхимия, межколхозная строительная организация, комбинат бытового обслуживания, сельскохозяйственное ПТУ, 9 общеобразовательных школ, спортивная школа, музыкальная школа, автомобильная школа, два Дома культуры, больница, поликлиника, кинотеатр, 4 библиотеки, два музея (музей истории города и музей фарфорового завода). Функционировали два коллективных хозяйства: «Маяк» и «Имени Н. Щорса».

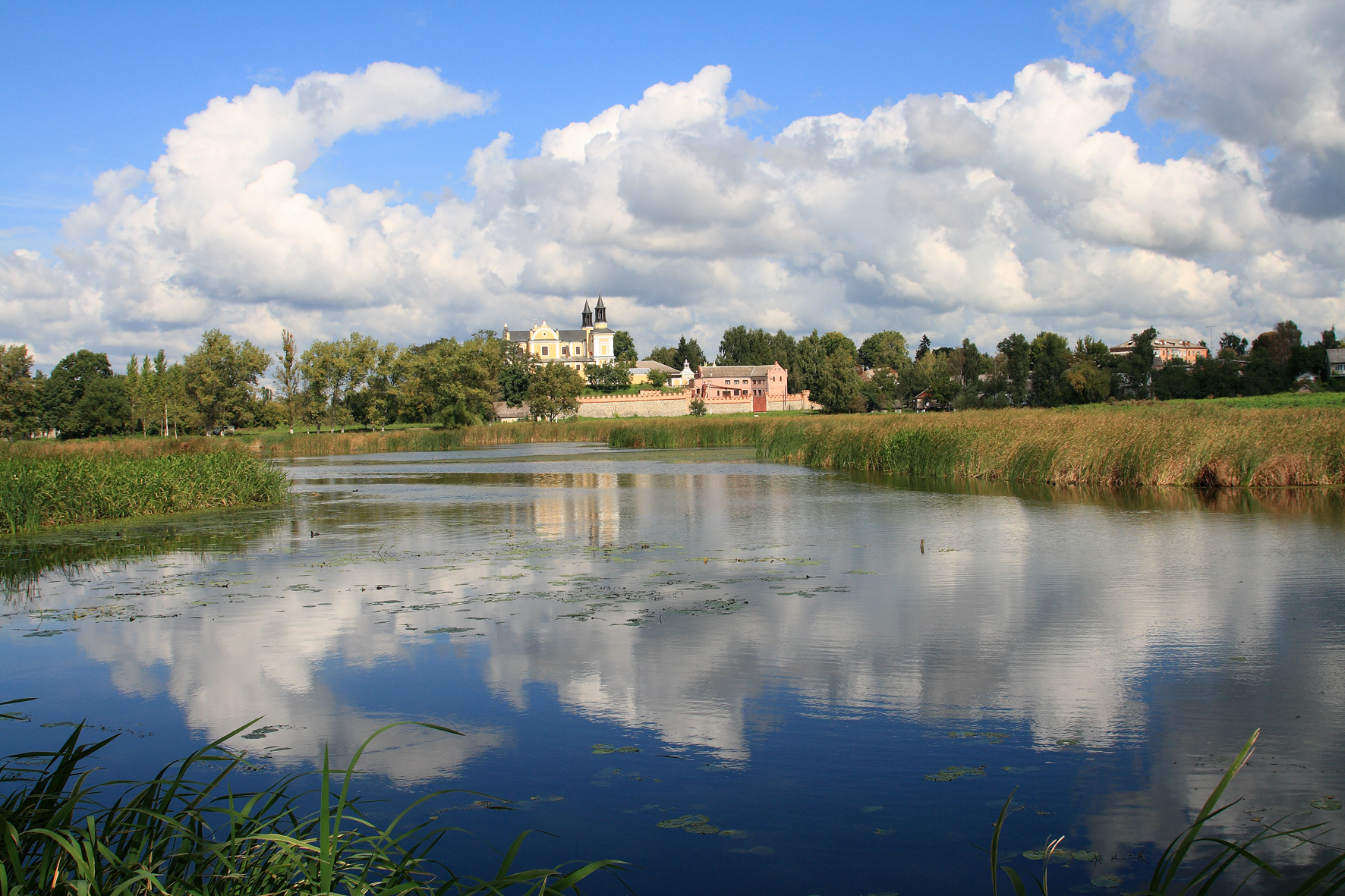
Река Хомора

В январе 1989 года численность населения составляла 24 402 человека, основой экономики в это время являлись фарфоровый завод, завод художественной керамики, предприятия пищевой промышленности и производство стройматериалов.
В мае 1995 года Кабинет министров Украины утвердил решение о приватизации находившихся в городе АТП-16844, комбикормового завода, в октябре 1995 года было утверждено решение о приватизации Полонского завода художественной керамики.
13 июля 2000 года территория города была увеличена за счёт включения в её состав 434,4 га земель Полонского района.
В 2006 году был остановлен Полонский завод художественной керамики (после чего музей фарфорового завода стал музеем истории двух предприятий), 28 июня 2008 прекратил производственную деятельность фарфоровый завод.

## Население
По состоянию на 1 января 2013 года население составляло 21 742 человека.

### Языковой состав
Родной язык населения по данным переписи 2001 года:
| Язык       | Численность, чел. | Доля     |
| ---------- | ----------------- | -------- |
| Украинский | 22 586            | 98,04 %  |
| Русский    | 374               | 1,62 %   |
| Другие     | 77                | 0,34 %   |
| Итого      | 23 037            | 100,00 % |

## Археология
- В окрестностях города Полонное нашли двухслойное поселение эпохи энеолита-бронзы с керамикой трипольской культуры 4—3 тыс. до н. э. и керамикой эпохи бронзы 2 тыс. до нашей эры[20].
- В 2021 году в городе Полонное недалеко от костёла святой Анны нашли свинцовую грамоту XII века (между 1120 и 1160 годами) с кириллическим текстом. До этого две свинцовые грамоты находили в Великом Новгороде[21][22][23][24]. Также в незначительном количестве обнаружена ранняя круговая керамика райковецкой культуры, которую можно датировать IX веком. Кроме того, в культурном слое нашли несколько фрагментов сосудов раннескифского времени и милоградской культуры[25][26].

## Экономика
- Полонский комбинат хлебопродуктов, гранитный карьер, малые предприятия

## Галерея

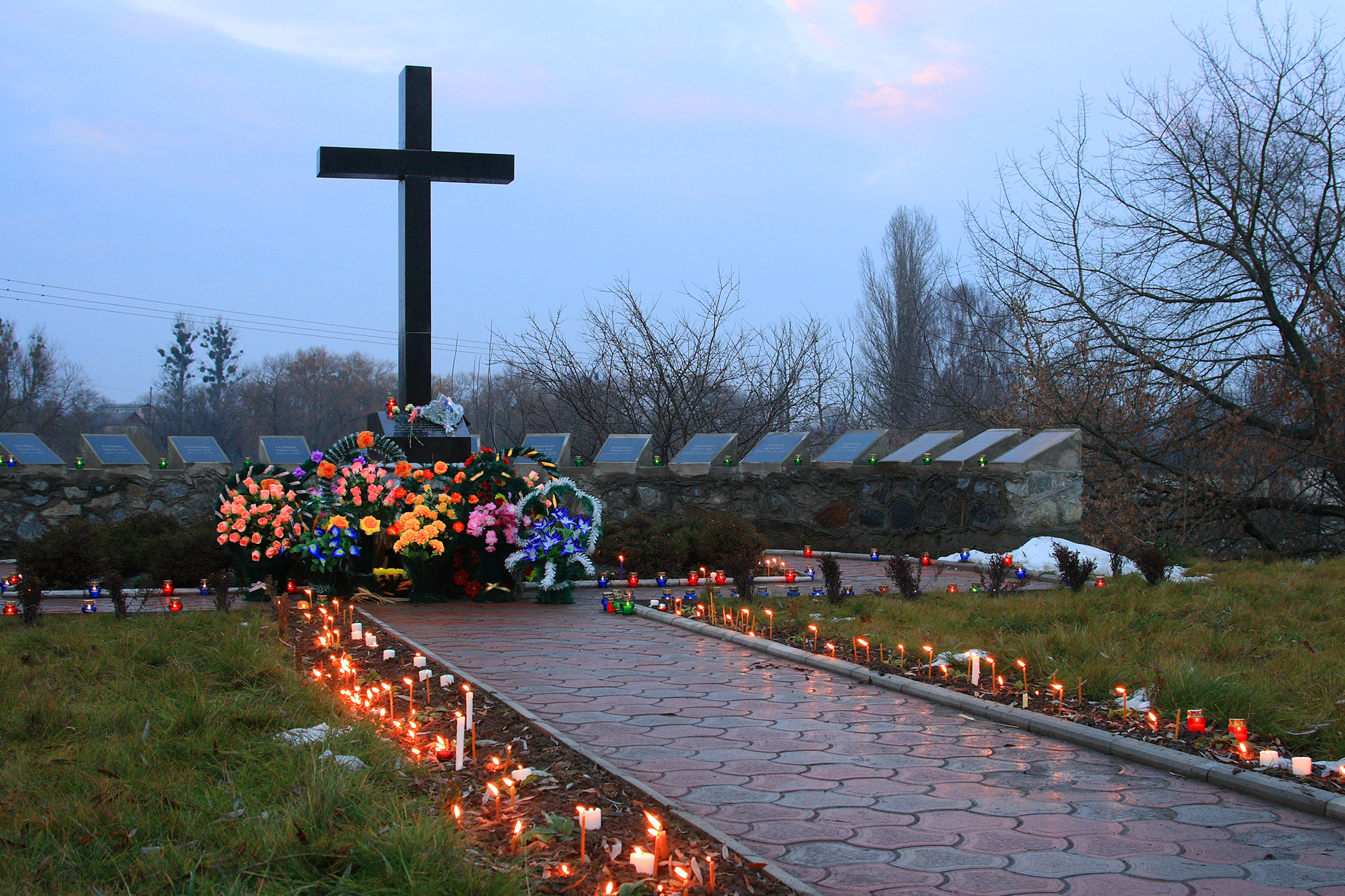
Памятник жертвам голодомора
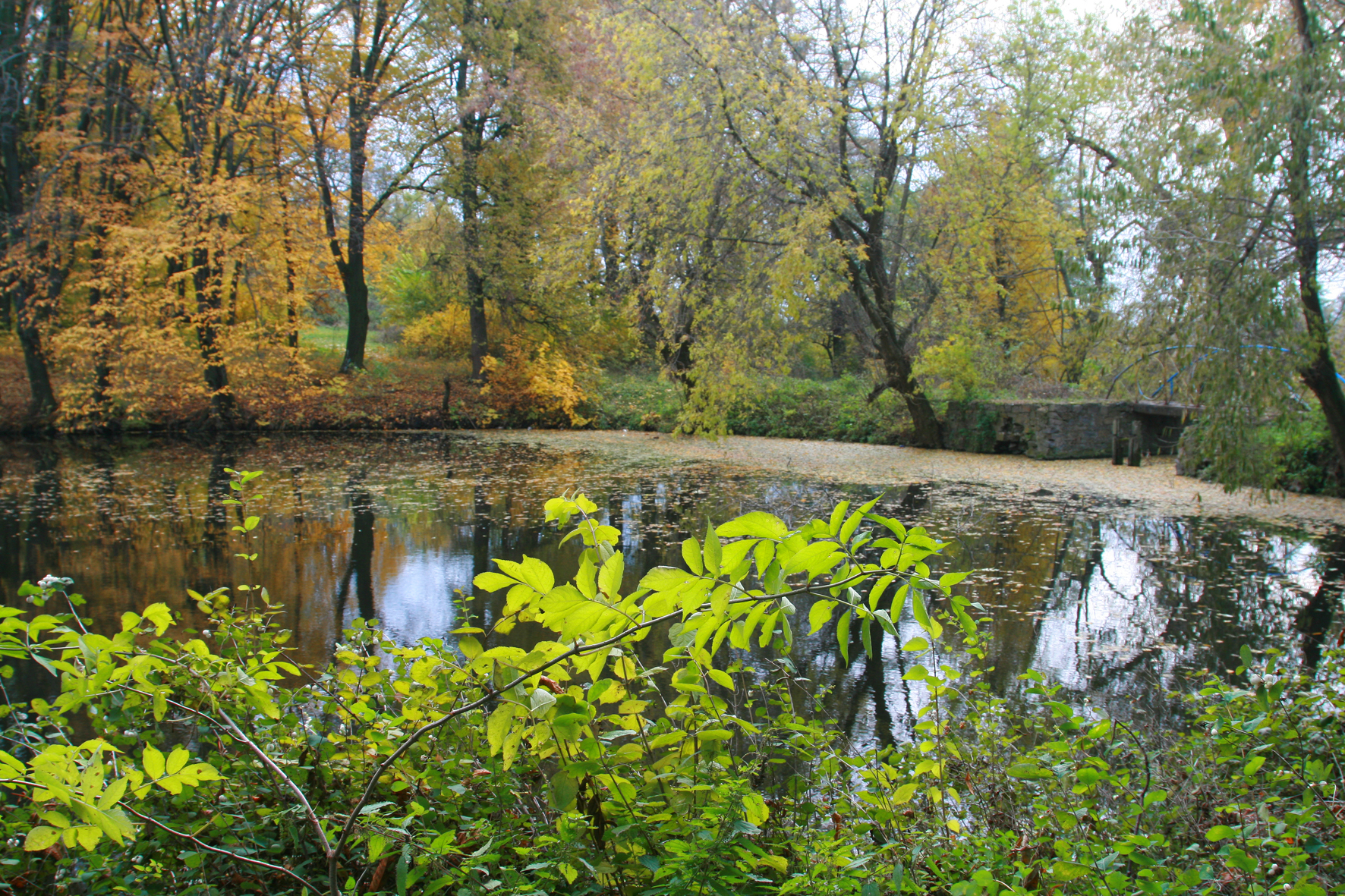
Полонский парк
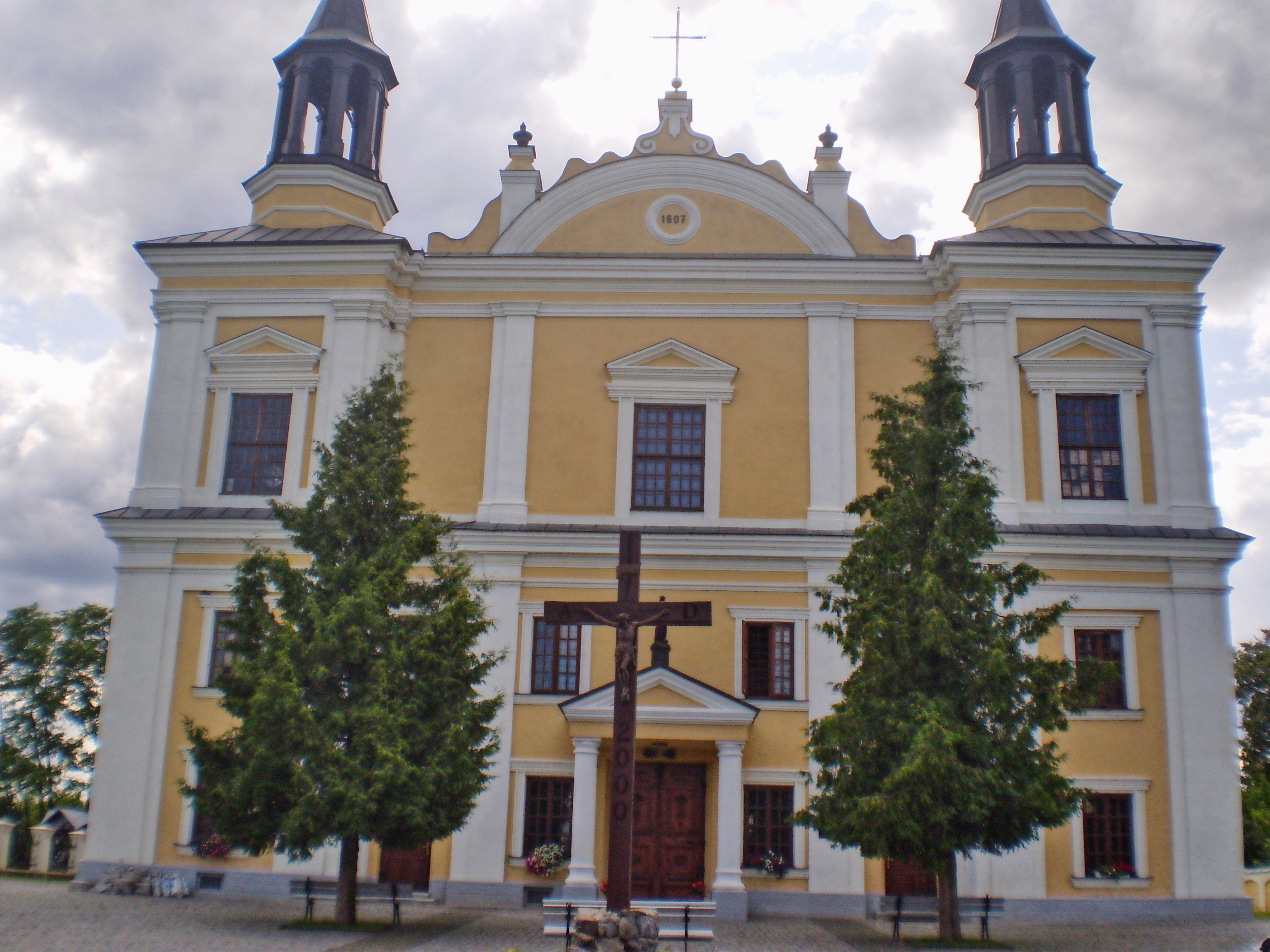
Костел Святой Анны
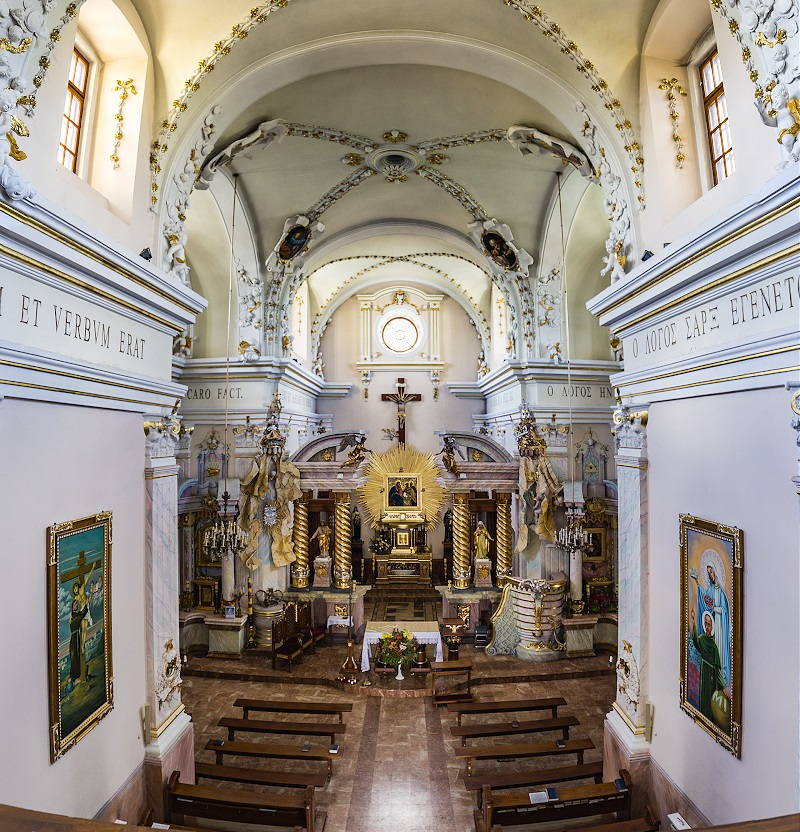
Алтарь
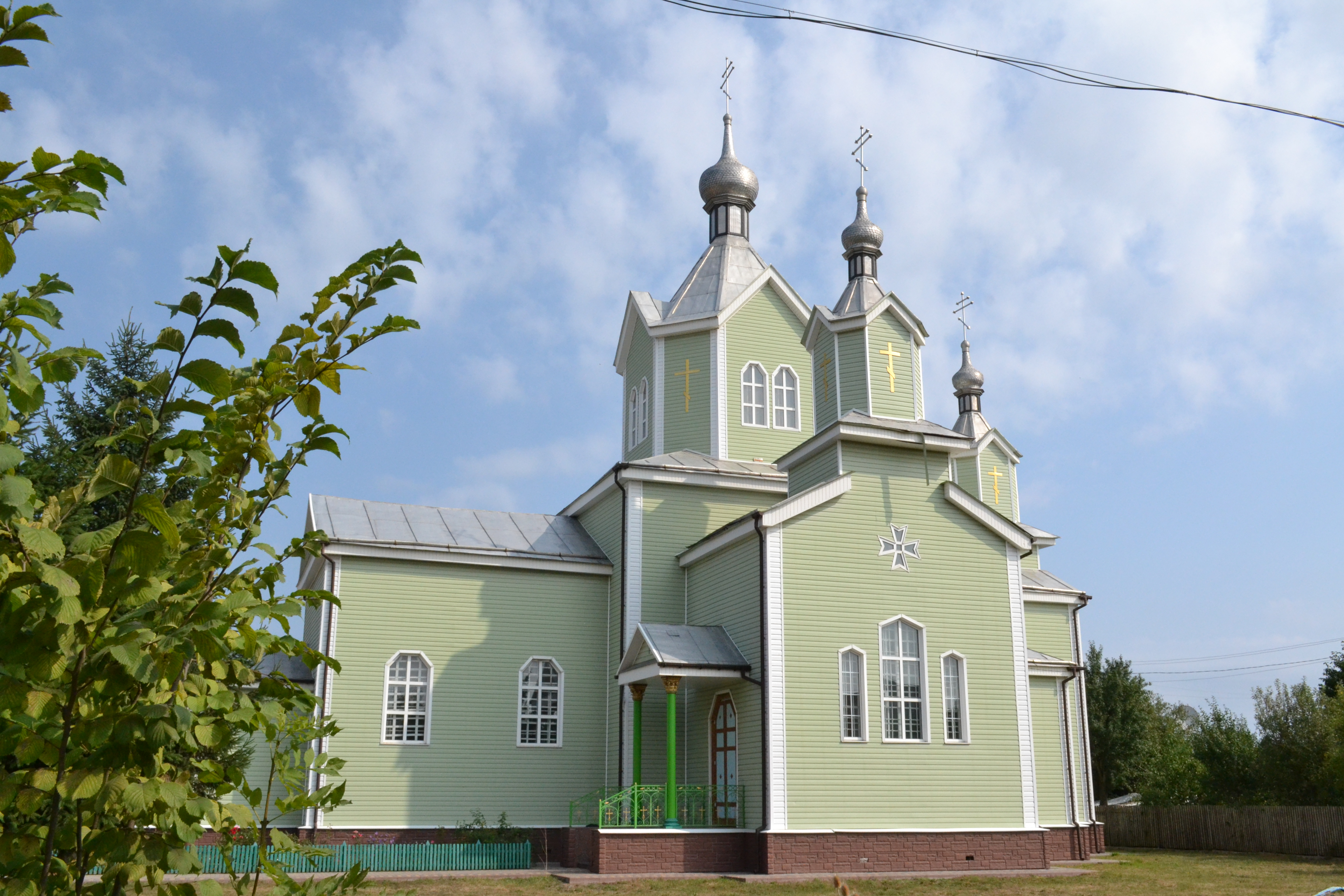
Церковь Покровы